# Нобл (округ, Оклахома)
Округ Нобл (англ. Noble County) располагается в штате Оклахома, США. Официально образован в 1893 году. По состоянию на 2013 год, численность населения составляла 11 446 человек.

## География
По данным Бюро переписи США, общая площадь округа равняется 1921,782 км2, из которых 1895,882 км2 суша и 28,490 км2 или 1,420 % это водоёмы.

## Население
По данным переписи населения 2000 года в округе проживает 11 411 жителей в составе 4 504 домашних хозяйств и 3 211 семей. Плотность населения составляет 6,00 человек на км2. На территории округа насчитывается 5 082 жилых строений, при плотности застройки около 3,00-х строений на км2. Расовый состав населения: белые — 86,44 %, афроамериканцы — 1,58 %, коренные американцы (индейцы) — 7,57 %, азиаты — 0,33 %, гавайцы — 0,03 %, представители других рас — 0,65 %, представители двух или более рас — 3,40 %. Испаноязычные составляли 1,80 % населения независимо от расы.
В составе 32,00 % из общего числа домашних хозяйств проживают дети в возрасте до 18 лет, 59,00 % домашних хозяйств представляют собой супружеские пары проживающие вместе, 8,40 % домашних хозяйств представляют собой одиноких женщин без супруга, 28,70 % домашних хозяйств не имеют отношения к семьям, 25,50 % домашних хозяйств состоят из одного человека, 11,20 % домашних хозяйств состоят из престарелых (65 лет и старше), проживающих в одиночестве. Средний размер домашнего хозяйства составляет 2,47 человека, и средний размер семьи 2,97 человека.
Возрастной состав округа: 25,50 % моложе 18 лет, 7,90 % от 18 до 24, 27,50 % от 25 до 44, 23,90 % от 45 до 64 и 23,90 % от 65 и старше. Средний возраст жителя округа 38 лет. На каждые 100 женщин приходится 97,40 мужчин. На каждые 100 женщин старше 18 лет приходится 96,00 мужчин.
Средний доход на домохозяйство в округе составлял 33 968 USD, на семью — 40 180 USD. Среднестатистический заработок мужчины был 32 224 USD против 21 235 USD для женщины. Доход на душу населения составлял 17 022 USD. Около 9,60 % семей и 12,80 % общего населения находились ниже черты бедности, в том числе — 16,40 % молодёжи (тех, кому ещё не исполнилось 18 лет) и 11,00 % тех, кому было уже больше 65 лет.